# Киркхольт, Микал
Микал Киркхольт (норв. Mikal Kirkholt; 9 декабря 1920 года, Риндал — 28 июня 2012, там же) — норвежский лыжник, призёр Олимпийских игр 1952 года.
На Олимпиаде-1952 в Осло завоевал серебро в эстафете, в которой бежал второй этап, приняв эстафету на 3-м месте, с отставанием от идущих вторыми шведов в 33 секунды, Киркхольт закончил этап так же на третьей позиции, но сократил отставание от сборной Швеции до 1 секунды, в ходе последующих этапов норвежцы смогли обойти шведов и стали вторыми. В гонке на 18 км занял 12-е место, уступив победителю почти 3,5 минуты.